# Phalops chalybeus
Phalops chalybeus là một loài bọ cánh cứng trong họ Bọ hung (Scarabaeidae).